# Пирамида Кукулькана

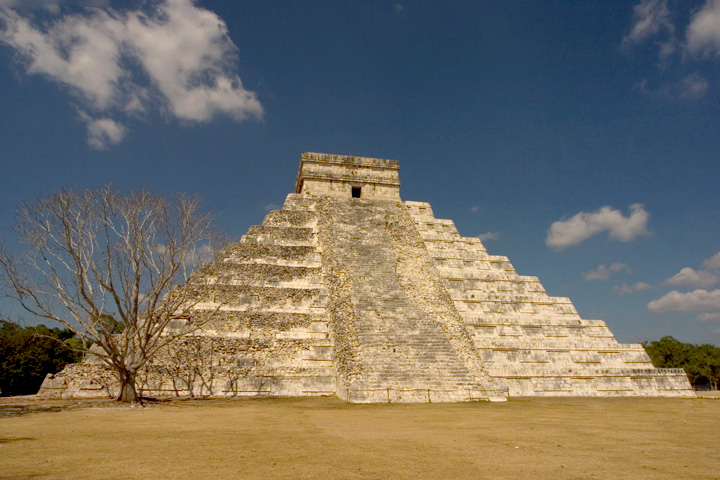
Пирамида Кукулькана

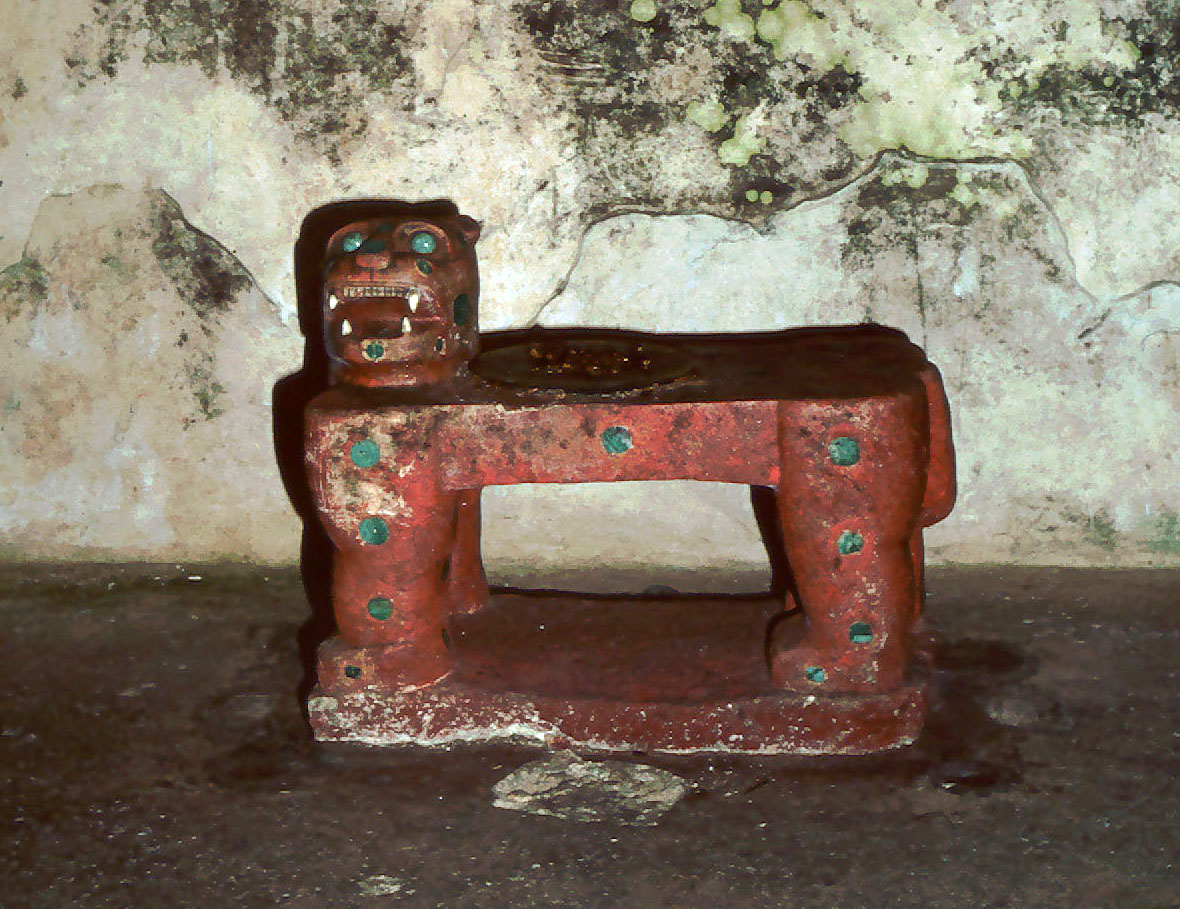
«Циновка Ягуара» (Ягуаровый трон)

Пирами́да Кукулька́на (исп. Pirámide de Kukulkán, Templo de Kukulkán, «El Castillo») — храмовое сооружение, уцелевшее среди руин древнего города майя Чичен-Ица на полуострове Юкатан в Мексике. Кукулькан у майя являлся аналогом бога Кетцалькоатля.
Храм стоит в центре обширной террасы площадью около 18 гектаров и окружён широким каменным парапетом. Высота пирамиды составляет 24 м (плюс ещё 6 м — высота храма на вершине), длина каждой из её сторон составляет 55 м. Каждая грань храма имеет 9 ступеней. Со всех четырёх сторон от основания к вершине пирамиды ведут четыре крутые лестницы, сориентированные по сторонам света. Окаймляет лестницы каменная балюстрада, начинающаяся внизу с головы змея и продолжающаяся в виде изгибающегося змеиного тела до верха пирамиды. Ежегодно в дни осеннего и весеннего равноденствия можно наблюдать уникальное зрелище «Пернатого Змея». Тень ступенчатых рёбер пирамиды падает на камни балюстрады. При этом создаётся впечатление, что Пернатый Змей оживает и ползёт, в марте вверх, а в сентябре вниз. Каждая из четырёх лестниц храма имеет 91 ступеньку, а их суммарное количество равно 364. Вместе с базой-платформой на вершине пирамиды, объединяющей все четыре лестницы, получается число 365 — количество дней в солнечном году. Кроме того, символичным является количество секций с каждой стороны храма (9 ступеней пирамиды рассечены лестницей надвое) — 18, что соответствует количеству месяцев в календарном году майя. Девять уступов храма соответствует «девяти небесам» мифологии тольтеков. 52 каменных рельефа на каждой стене святилища символизируют один календарный цикл тольтеков, включающий 52 года.
На вершине пирамиды располагается небольшой храм с четырьмя входами. В нём совершались жертвоприношения.
Внутри пирамиды, главный вход в которую находится с северной стороны и украшен двумя массивными колоннами в виде стоящих на голове извивающихся змей, расположен непосредственно храм с двумя помещениями. В нём находится жертвенная фигура Чак-Мооль и «Циновка Ягуара» (Ягуаровый трон). Помимо функции храма пирамида, вероятно, выполняла функцию календаря.
На глубине около 20 метров под фундаментом пирамиды располагается карстовое подземное озеро, которое может создавать угрозу для её разрушения.